# 朱邪盡忠
朱邪尽忠（?—?），沙陀人。一作李思葛。
安史之乱之后回纥占领西域，而吐蕃则趁乱占据河西、陇右（今甘肃）。沙陀人受回纥挤压，于是投靠吐蕃，于789年与其联军攻占庭州。后吐蕃为防止沙陀与回纥勾结，将其迁至甘州（今甘肃张掖），封朱邪尽忠为统军大论，常为吐蕃先锋。800年左右，回纥攻占凉州，吐蕃以沙陀驻地靠近凉州，试图将其再次迁往黄河以西的高原地区。809年，沙陀不愿西迁，朱邪尽忠率全体部众投奔唐朝。吐蕃追杀，沙陀人且战且走，三万人中仅剩下两千人到达灵州（今宁夏吴忠），朱邪尽忠亦战死，其子朱邪执宜继位。